# Celeste Dos Santos
Celeste Luján Dos Santos (Florencio Varela, Provincia de Buenos Aires, Argentina; 4 de noviembre de 2003) es una futbolista argentina. Juega de defensora en Boca Juniors de la Primera División A de Argentina.

## Trayectoria

### Independiente
A inicios de 2018 se suma como refuerzo a Independiente, que en ese entonces militaba en la Primera B (segunda división). Su debut se dio el 17 de febrero de 2018, por la temporada 2017-18 de susodicho torneo ante Puerto Nuevo en calidad de visitante, resultando el partido en empate 0-0. En julio de 2020 renueva contrato con el equipo de Avellaneda.

### Boca Juniors
En agosto de 2021 se suma como refuerzo a Las Gladiadoras.
En el año 2022 y tras la salida de Eliana Stabile al futbol brasileño, Celeste se afianza como la lateral izquierda titular del equipo, obteniendo el Campeonato de Primera División A. Además, ese mismo año obtendría una actuación histórica para un club argentino, logrando el subcampeonato de la Copa Libertadores luego de caer en la final ante Sociedade Esportiva Palmeiras.

## Selección nacional
En marzo de 2019, con 15 años de edad, fue convocada por primera vez al seleccionado nacional, en la categoría Sub-17 y jugó un torneo amistoso sudamericano.
En marzo de 2022 fue convocada a la Selección Sub-20 para disputar el Sudamericano de dicho año. En julio del mismo año fue citada nuevamente en la misma categoría para disputar el torneo COTIF.
Su convocatoria a la selección mayor se produciría en la fecha FIFA de abril del 2023, para disputar los encuentros contra la selección venezolana los días 6 y 9 de abril en lo que sería la preparación previo a la Copa Mundial Femenina de Fútbol de 2023. Es así, que con 19 años, debuta en la selección mayor el 6 de abril, jugando de titular en el partido disputado contra Venezuela en el Estadio Mario Alberto Kempes, con empate 1 a 1.

### Estadísticas
Datos actualizados al último partido jugado el 13 de julio de 2024.
| Selección | Año   | Amistoso | Amistoso | Copa Oro | Copa Oro | Total | Total |
| Selección | Año   | PJ       | G        | PJ       | G        | PJ    | G     |
| --------- | ----- | -------- | -------- | -------- | -------- | ----- | ----- |
| Argentina |       |          |          |          |          |       |       |
| 2023      | 1     | 0        | 0        | 0        | 1        | 0     |       |
| 2024      | 2     | 0        | 4        | 2        | 4        | 2     |       |
| Total     | Total | 3        | 0        | 4        | 2        | 7     | 2     |

#### Goles internacionales
Listado de goles anotados con la Selección mayor. 
| n.º | Fecha                 | Lugar                                              | Rival                | Gol   | Resultado | Competición   |
| --- | --------------------- | -------------------------------------------------- | -------------------- | ----- | --------- | ------------- |
| 1.  | 26 de febrero de 2024 | Dignity Health Sports Park, Carson, Estados Unidos | República Dominicana | 2 – 0 | 3 – 0     | Copa Oro 2024 |
| 2.  | 2 de marzo de 2024    | BMO Stadium, Los Ángeles, Estados Unidos           | Brasil               | 1 – 4 | 1 – 5     | Copa Oro 2024 |

## Clubes
| Club          | País      | Año             |
| ------------- | --------- | --------------- |
| Independiente | Argentina | 2018 - 2021     |
| Boca Juniors  | Argentina | 2021 - presente |

## Palmarés
| Título             | Club         | País      | Año  |
| ------------------ | ------------ | --------- | ---- |
| Primera División A | Boca Juniors | Argentina | 2021 |
| Superfinal         | Boca Juniors | Argentina | 2021 |
| Primera División A | Boca Juniors | Argentina | 2022 |
| Primera División A | Boca Juniors | Argentina | 2023 |
| Copa de la Liga    | Boca Juniors | Argentina | 2023 |
| Copa Federal       | Boca Juniors | Argentina | 2023 |

## Vida personal
Tiene una hermana llamada Nazareth Dos Santos, quien también es futbolista, fue su compañera en Independiente y es su actual compañera en Boca Juniors.